# Аеродром Темишвар
Међународни аеродром „Трајан Вуја" у Темишвару (IATA: TSR, ICAO: LRTR) (рум. Aeroportul Internaţional "Traian Vuia"), познат и као Ђармата аеродром, је један од 4 велика аеродрома у Румунији. Такође, аеродром „Трајан Вуја“ је главни аеродром у западном делу државе (Румунски Банат). Овај аеродром био је аеродром са највишим скоком промета у 2007. године у целој држави (преко 25%).
На аеродрому је седиште авио-компаније Карпат ер.
Аеродром у Темишвару је Београду после матичног, сурчинског аеродрома најближи међународни аеродром (око 160 км удаљености).

## Положај
Аеродром се налази у предграђу Ђармата (по коме је и добио друго име), 12 km североисточно од Темишвара ка граду Араду. Са средиштем Темишвара аеродром је повезан аутобуском линијом градског превоза.

## Историја
Први градски аеродром отворен је 1935. године године неколико километара даље од данашњег. Исте године овде се приземљио и први авион. Нови аеродром на новом месту подигнут је током почетка 60-их и званично отворен 1964. г. 1980. године аеродром је добио статус међународног аеродрома.

## Авио-компаније и одредишта
Авио-компаније које користе Међународни аеродром „Трајан Вуја“ (стање са краја 2010. године):
- (* одредишта на сезонским авио-линијама)

| Авио-компанија    | Одредишта |
| ----------------- | --- |
| Ер Букурешт       | Анталија* |
| Иглс ерлајнс      | Венеција |
| Карпат ер         | Анкона, Анталија*, Атина, Бакау, Бари, Болоња, Букурешт-Отопени, Венеција, Верона, Диселдорф, Јаши, Кишињев, Клуж, Крајова, Лавов, Констанца, Милано (Бергамо), Минхен, Одеса, Рим, Сибињ, Сучава*, Торино, Сучава, Фиренца, Черновци, Штутгарт |
| Луфтханза         | Минхен |
| Молдавијан Ерланс | Кишињев |
| Остријан ерлајнс  | Беч |
| ТАРОМ             | Букурешт-Отопени |
| Виз ер            | Барселона - Бове (Париз) - Валенсија - Венеција - Дортмунд - Лондон (Лутон) - Мадрид - Милано (Бергамо) - Рим - Форли |
| Рајан ер          | Брисел - Берлин - Диселдорф - Франкфурт - Милано - Букурешт - Лондон |

Аеодром има и неколико карго линија.